# Prosperita Open 2013
Il Prosperita Open 2013 è stato un torneo di tennis facente parte della categoria ATP Challenger Tour nell'ambito dell'ATP Challenger Tour 2013. È stata la 10ª edizione del torneo che si è giocata a Ostrava in Repubblica Ceca dal 29 aprile al 5 maggio 2013 su campi in terra rossa e aveva un montepremi di €85,000+H.

## Partecipanti singolare

### Teste di serie
| Nazionalità | Giocatore             | Ranking* | Testa di serie |
| ----------- | --------------------- | -------- | -------------- |
| Rep. Ceca   | Lukáš Rosol           | 48       | 1              |
| Slovenia    | Aljaž Bedene          | 82       | 2              |
| Francia     | Guillaume Rufin       | 88       | 3              |
| Rep. Ceca   | Jan Hájek             | 95       | 4              |
| Austria     | Andreas Haider-Maurer | 111      | 5              |
| Belgio      | Steve Darcis          | 116      | 6              |
| Belgio      | Olivier Rochus        | 145      | 7              |
| Bielorussia | Uladzimir Ihnacik     | 147      | 8              |

- Ranking al 22 aprile 2013.

### Altri partecipanti
Giocatori che hanno ricevuto una wild card:
- Nicolás Massú
- Tomas Papik
- Adam Pavlásek
- Lukáš Rosol

Giocatori che sono passati dalle qualificazioni:
- Miloslav Mečíř, Jr.
- Jaroslav Pospíšil
- Franko Škugor
- Peter Torebko

## Partecipanti doppio

### Teste di serie
| Nazionalità | Giocatore         | Nazionalità | Giocatore         | Ranking* | Testa di serie |
| ----------- | ----------------- | ----------- | ----------------- | -------- | -------------- |
| Polonia     | Tomasz Bednarek   | Polonia     | Mateusz Kowalczyk | 192      | 1              |
| Rep. Ceca   | Jaroslav Pospíšil | Slovacchia  | Igor Zelenay      | 225      | 2              |
| Slovenia    | Aljaž Bedene      | Croazia     | Marin Draganja    | 300      | 3              |
| Croazia     | Nikola Mektić     | Croazia     | Franko Škugor     | 362      | 4              |

- Ranking al 22 aprile 2013.

### Altri partecipanti
Coppie che hanno ricevuto una wild card:
- Dominik Kellovsky /  David Poljak
- Jaroslav Levinský /  Ivo Minář
- Adam Pavlásek /  Jiří Veselý

## Vincitori

### Singolare
Jiří Veselý ha battuto in finale  Steve Darcis con il punteggio di 6–4, 6–4

### Doppio
Steve Darcis /  Olivier Rochus hanno battuto in finale  Tomasz Bednarek /  Mateusz Kowalczyk con il punteggio di 7–5, 7–5